# احتجاج تانغشان
احتجاج تانغشان احتجاج وقع في الصين في عام 2004 بعد أن وقع أكثر من 11.000 مزارع في مقاطعة خبي على عريضة تطالب بإقالة مسؤولي الحزب الشيوعي الصيني الذين يُزعم أنهم متورطون في الفساد. أدى الاحتجاج إلى قمع نشطاء حقوقيين وإلى مزيد من قمع المزارعين.

## التفاصيل
بين عامي 1992 و1997 أعيد توطين 23.000 مزارع صيني في مدينة تانغشان في مقاطعة خبي لإفساح المجال لخزان تاولينكو، على بعد حوالي 100 كيلومتر شرق بكين. بحلول عام 2004 وبعد مرور أكثر من ثماني سنوات على نقلهم، لم يتم تعويض المزارعين النازحين بشكل مناسب. وأكد المزارعون أن مسؤولين من الحكومة المحلية اختلسوا ما يصل إلى 60 مليون يوان من أموال التعويضات. قالوا إنهم مستحقون 13.000 يوان (1570 دولارًا أمريكيًا) لكل أسرة كتعويض، لكن بعضهم لم يتلق سوى نصف المبلغ، بينما لم يتلق الآخرون شيئًا.
تحت قيادة تشانغ يورين الناشط الفلاحي، نظم المزارعون عريضة. وقد تلقوا النصيحة والتشجيع من قبل يو ميسون ولي بونغونغ، وكلاهما من الباحثين القانونيين، وزاو يان وهو صحفي في مجلة شاينا ريفورم. وكان الالتماس الذي وقع عليه 11.238 مزارعًا بعنوان «طلب إزالة منصب ممثل المؤتمر الشعبي الوطني ومقاطعة خبي سكرتير الحزب الشيوعي لبلدية تانغشان تشانغ هي». وصف الالتماس الظروف المعيشية للمزارعين النازحين وكيف أدت النداءات السابقة إلى الضرب والاحتجاز والعمل القسري.
في فبراير 2004 سافرت مجموعة من عشرة ممثلين عن المزارعين إلى العاصمة لتقديم التماسهم إلى المؤتمر الوطني لنواب الشعب. في خطابه الافتتاحي أمام المجلس وعد رئيس الوزراء وين جياباو بشن بحملة على الفساد وعلى الاستيلاء غير القانوني على الأراضي. ومع ذلك تم القبض على المزارعين من تانغشان من قبل شرطة بكين التي اتهمتهم بأنهم أعضاء في فالون غونغ ومخربين. تعرض تشانغ يورين لضغوط للتنديد بـ «المجرمين» الذين أيدوا الالتماس. سرعان ما فقد تشاو يان وظيفته في مجلة الإصلاح الصيني، وبحلول نهاية العام سُجن، وظل في السجن لمدة عامين عندما أدانته السلطات في النهاية بالاحتيال. اعتقل لي بوجوانج في ديسمبر 2004، لكن أطلق سراحه بعد أسابيع قليلة بشرط عدم مشاركته مرة أخرى في احتجاجات المزارعين. تمكن يو ميسون الذي قضى بالفعل عقوبة سجن سابقة، من نشر يوميات على الإنترنت تحتوي على تفاصيل مضايقات الشرطة.